# Euryopis formosa
Euryopis formosa là một loài nhện trong họ Theridiidae.
Loài này thuộc chi Euryopis. Euryopis formosa được Richard C. Banks miêu tả năm 1908.